# Guido Skalla
Guido Skalla (ur. 23 listopada 1892 w Strumieniu) – polski prawnik, oficer pospolitego ruszenia Wojska Polskiego.

## Życiorys
Urodził się 23 listopada 1892 w rodzinie Fryderyka, burmistrza Strumienia. W 1912 złożył maturę w c. k. Gimnazjum Miejskim w Bielsku.
W czasie I wojny światowej walczył w szeregach cesarskiej i królewskiej Armii. Jego oddziałem macierzystym był Pułk Haubic Polowych Nr 12, który w 1918 został przemianowany na Pułk Artylerii Polowej Nr 112. Na stopień podporucznika rezerwy został mianowany ze starszeństwem z 1 sierpnia 1916 w korpusie oficerów artylerii polowej i górskiej.
Został zatwierdzony w stopniu porucznika ze starszeństwem z 1 czerwca 1919 w korpusie oficerów artylerii. W 1934, jako oficer pospolitego ruszenia pozostawał w ewidencji Powiatowej Komendy Uzupełnień Katowice. Posiadał przydział do Oficerskiej Kadry Okręgowej Nr V. Był wówczas „przewidziany do użycia w czasie wojny”. Mieszkał w Katowicach przy ul. Szafranka 9.

## Ordery i odznaczenia
W czasie służby w c. i k. Armii otrzymał:
- Srebrny Medal Zasługi Wojskowej z mieczami na wstążce Krzyża Zasługi Wojskowej dwukrotnie,
- Brązowy Medal Zasługi Wojskowej z mieczami na wstążce Krzyża Zasługi Wojskowej,
- Brązowy Medal Waleczności,
- Krzyż Wojskowy Karola[8].

## Twórczość
- Rola koncesjonariusza w administracji w świetle kolizji prawa publicznego z prawem prywatnym, Katowice 1938[9].